# Lieke Rogge
Lieke Rogge (* 30. November 2000 in Zaanstad) ist eine niederländische Wasserballspielerin. Sie war mit der niederländischen Nationalmannschaft Olympiadritte 2024, Weltmeisterin 2023 sowie Europameisterin 2024.

## Sportliche Karriere
Lieke Rogge schloss 2022 ihr Studium der Physiotherapie an der Hogeschool van Amsterdam ab. Die 1,75 Meter große Lieke Rogge spielt für ZV de Zaan aus Zaanstad. Liekes ältere Schwester Bente Rogge spielt ebenfalls erfolgreich Wasserball.
2015 nahm Lieke Rogge mit der niederländischen Jugendauswahl an den Europaspielen in Baku teil. Sie war 2016 mit dem niederländischen Team Vierte und 2018 Fünfte bei der Jugendweltmeisterschaft. 2019 wurde sie Zweite bei der Juniorinnenweltmeisterschaft.
Seit 2023 spielt Lieke Rogge auch in der Nationalmannschaft. Bei der Weltmeisterschaft 2023 in Fukuoka bezwangen die Niederländerinnen im Halbfinale die Italienerinnen und im Finale die Spanierinnen. Beim Endstand von 12:12 wurde das Endspiel im Fünf-Meter-Schießen entschieden. Lieke Rogge warf im Endspiel zwei Tore und verwandelte ihren Wurf beim Fünf-Meter-Schießen. Im Jahr darauf siegten die Niederländerinnen bei der Europameisterschaft in Eindhoven und wurden Fünfte bei der Weltmeisterschaft in Doha. Bei den Olympischen Spielen 2024 in Paris verloren die Niederländerinnen im Halbfinale nach Fünf-Meter-Schießen gegen die Spanierinnen. Lieke Rogge warf im Spiel zwei Tore und verwandelte ihren Penalty beim Fünf-Meter-Schießen. Im Spiel um den dritten Platz bezwangen die Niederländerinnen die Titelverteidigerinnen aus den Vereinigten Staaten.